# Kalb Ali Khan Bahadur
Muhammad Mushtaq Ali Khan Bahadur (Aonla, 1832 – Rampur, 23 marzo 1887) è stato un principe indiano.
È stato Nawab di Rampur dal 1865 al 1887.

## Biografia
Kalb Ali succedette a suo padre, il nawab Yusef Ali Khan Bahadur alla morte di questi nel 1865. Durante il suo regno continuò le opere positive avviate da suo padre, espandendo la biblioteca pubblica di Rampur, costruendo il Jama Masjid al costo di 3 lakh di rupie ed incoraggiando la diffusione dell'educazione nel suo popolo. Si impegnò anche nel campo dell'irrigazione agricola, dell'architettura, della letteratura e delle arti. Kalb Ali Khan era uno studioso valente della lingua araba e del persiano e ospitava presso la sua corte molti studiosi dell'Islam. Fu membro del consiglio di governo di John Lawrence dal 1878 alla sua morte, prendendo parte al Delhi Durbar tenuto dalla regina Vittoria.
Morì nel 1887, a 55 anni, e gli succedette al trono il figlio Muhammad Mushtaq Ali Khan Bahadur.

## Onorificenze
| Controllo di autorità | VIAF (EN) 315989793 · LCCN (EN) n2015224964 |